# Blinker et le Joyau Bagbag
Série
Blinker
(1999)
Pour plus de détails, voir Fiche technique et Distribution.
Blinker et le Joyau Bagbag est un film familial belge réalisé par Filip Van Neyghem, sorti en 2000, basée sur l’œuvre de Marc de Bel. Le film met en vedettes Joren Seldeslachts, Melissa Gorduyn et Warre Borgmans. C’est la suite du film Blinker de 1999. Un troisième film Blinker est sorti en 2008, mais avec une nouvelle distribution. En 2015, une comédie musicale tirée du livre est née d’une collaboration entre Marc de Bel et Team Jacques. Cette comédie musicale a également été jouée en Autriche.

## Synopsis
Lorsque la baronne meurt, l’école des sourds hérite du joyau Bagbag, mais personne ne sait où il est caché. Blinker, accompagné de sa petite amie Nelle et de sa nièce sourde Sara, partent à la recherche du joyau introuvable. Mais dans leur recherche d’un joyau fabuleux, ils trouvent encore plus de corsaires sur la côte.

## Distribution
- Joren Seldeslachts : Blinker
- Warre Borgmans : Papa
- Sjarel Branckaerts : M. Strepers
- Jef Burm : le Pasteur Boeck
- Benny Claessens : Mats
- Marc de Bel : un enseignant à l’école des sourds
- Veva De Blauwe : Vera
- Elke De Roeck : Mlle Roos
- Luk D'Heu : le garde-forestier
- Marjolijn Dua : Sara
- Melissa Gorduyn : Nelle
- Lut Hannes : Mme Magda Strepers
- Raf Kennis : le notaire Beels
- Nathalie Meskens : Ellen
- Els Olaerts : Maman
- Peter Rouffaer : le Commissaire Jean Custers
- Gerda Tilman : la Baronne
- Tim van Hoecke : Rod, des Red Vampires[2].
- Kristof Verhassel : Knots, des Red Vampires
- Antoon Vandendriessche : Bert, le père de Mats
- Mieke Verheyden : Mlle Slick